# Morti il 28 luglio

## II secolo(1)
- 199 - Papa Vittore I, papa, vescovo e santo berbero

## V secolo(1)
- 450 - Teodosio II, imperatore romano (n. 401)

## VII secolo(1)
- 627 - Arduino di Ceprano, religioso inglese

## X secolo(1)
- 938 - Tankmaro, nobile tedesco

## XI secolo(2)
- 1041 - Dietmar II di Salisburgo, arcivescovo cattolico tedesco
- 1057 - Papa Vittore II, papa e vescovo cattolico tedesco

## XII secolo(2)
- 1127 - Guglielmo II di Puglia, nobile (n. 1095)
- 1128 - Guglielmo Cliton, nobile normanno (n. 1102)

## XIII secolo(3)
- 1227 - Otto II di Lippe, vescovo cattolico e abate olandese
- 1230 - Leopoldo VI di Babenberg, nobile austriaco (n. 1176)
- 1285 - Keran di Lampron, regina armena

## XIV secolo(3)
- 1333 - Ghigo VIII de la Tour-du-Pin, nobile francese (n. 1309)
- 1345 - Sancha d'Aragona (n. 1285)
- 1368 - Bolko II di Świdnica, duca tedesco (n. 1308)

## XV secolo(7)
- 1404 - Ludovico Visconti, nobile italiano (n. 1355)
- 1426 - Beraldo III delfino d'Alvernia, nobile francese
- 1432 - Giovanni Crivelli, religioso italiano
- 1458 - Giovanni II di Cipro, re (n. 1418)
- 1473 - Nicolò Tron, doge (n. 1399)
- 1479 - Sforza Maria Sforza, duca (n. 1451)
- 1482 - Diotisalvi Diotisalvi, politico italiano (n. 1403)

## XVI secolo(10)
- 1527 - Rodrigo de Bastidas, esploratore e condottiero spagnolo (n. 1460)
- 1535 - Esteban Gabriel Merino, cardinale e patriarca cattolico spagnolo (n. 1472)
- 1540 - Thomas Cromwell, I conte di Essex, politico inglese
- 1541 - Leonard Grey, I visconte Grane, nobile e politico inglese (n. 1478)
- 1544 - Roberto del Palatinato-Veldenz, nobile tedesco (n. 1506)
- 1550 - Argentina Pallavicina, letterata e nobile italiana
- 1558 - Radu VIII Ilias Haidăul, principe
- 1585 - Francis Russell, II conte di Bedford, nobile e politico inglese (n. 1527)
- 1587 - Godfried van Mierlo, vescovo cattolico olandese (n. 1518)
- 1588 - Giuliano di Pierfrancesco de' Medici, arcivescovo cattolico italiano (n. 1520)

## XVII secolo(14)
- 1614 - Felix Platter, medico, anatomista e botanico svizzero (n. 1536)
- 1621 - Cataldo Antonio Mannarino, poeta e storico italiano (n. 1568)
- 1628 - Ōkubo Tadachika, militare giapponese (n. 1553)
- 1631 - Guillén de Castro, drammaturgo spagnolo (n. 1569)
- 1631 - Giorgio Damini, pittore italiano
- 1631 - Pietro Damini, pittore italiano (n. 1592)
- 1655 - Suzuki Shōsan, militare e monaco buddista giapponese (n. 1579)
- 1655 - Savinien Cyrano de Bergerac, filosofo, scrittore e drammaturgo francese (n. 1619)
- 1667 - Abraham Cowley, poeta e saggista inglese (n. 1618)
- 1675 - Bulstrode Whitelocke, politico inglese (n. 1605)
- 1684 - Charlotte Jemima FitzRoy, nobile inglese (n. 1650)
- 1685 - Henry Bennet, I conte di Arlington, politico britannico (n. 1618)
- 1686 - Andrea Biffi, architetto italiano (n. 1645)
- 1696 - Charles Colbert de Croissy, politico e diplomatico francese (n. 1629)

## XVIII secolo(29)
- 1702 - Angelo Marinali, scultore italiano (n. 1654)
- 1714 - Thomas Thynne, I visconte Weymouth, politico inglese (n. 1640)
- 1715 - Giuseppe Campani, ottico, astronomo e inventore italiano (n. 1635)
- 1717 - Giovanna de Moura, nobildonna spagnola
- 1718 - Étienne Baluze, storico francese (n. 1630)
- 1723 - Mariana Alcoforado, monaca cristiana portoghese (n. 1640)
- 1728 - Maria Enrichetta de La Tour d'Auvergne, nobile francese (n. 1708)
- 1738 - Enrico di Sassonia-Merseburg, duca (n. 1661)
- 1741 - Antonio Vivaldi, compositore e violinista italiano (n. 1678)
- 1750 - Johann Sebastian Bach, compositore e musicista tedesco (n. 1685)
- 1750 - Conyers Middleton, storico inglese (n. 1683)
- 1767 - William Kerr, III marchese di Lothian, nobile scozzese (n. 1690)
- 1780 - Ludovico Therin Bonesio, vescovo cattolico italiano (n. 1705)
- 1784 - Andrija Balović, presbitero, traduttore e storico montenegrino (n. 1721)
- 1786 - Carlo Marchionni, architetto e scultore italiano (n. 1702)
- 1787 - Antonio Baratti, incisore italiano (n. 1724)
- 1790 - Giuseppe Maria d'Altemps, VI duca di Gallese, nobile italiano (n. 1729)
- 1794 - Georges Couthon, avvocato, politico e rivoluzionario francese (n. 1755)
- 1794 - François Hanriot, rivoluzionario e generale francese (n. 1761)
- 1794 - Philippe-François-Joseph Le Bas, politico francese (n. 1764)
- 1794 - Maximilien de Robespierre, politico, avvocato e rivoluzionario francese (n. 1758)
- 1794 - Louis Antoine de Saint-Just, politico, rivoluzionario e giornalista francese (n. 1767)
- 1794 - Antoine Simon, rivoluzionario francese (n. 1736)
- 1795 - Urbain-René de Hercé, vescovo cattolico francese (n. 1726)
- 1795 - Charles Eugène Gabriel de Sombreuil, condottiero francese (n. 1770)
- 1798 - Agostino Dal Pozzo, presbitero, storico e scrittore italiano (n. 1732)
- 1799 - Julien de Parme, pittore svizzero (n. 1736)
- 1800 - Marija Osipovna Zakrevskaja, nobildonna russa (n. 1741)
- 1800 - David Mathews, politico e avvocato statunitense (n. 1739)

## XIX secolo(75)
- 1802 - Giuseppe Sarti, compositore italiano (n. 1729)
- 1807 - Louis-Paul Abeille, economista francese (n. 1719)
- 1807 - Guillaume Rouby de Cals, imprenditore e economista francese (n. 1733)
- 1808 - Leopoldina del Liechtenstein, principessa austriaca (n. 1793)
- 1808 - Selim III, sultano ottomano (n. 1761)
- 1811 - Heinrich Joseph von Collin, poeta e drammaturgo austriaco (n. 1771)
- 1814 - Benjamin Goodhue, politico statunitense (n. 1748)
- 1818 - Honoré-Joseph-Antoine Ganteaume, ammiraglio francese (n. 1755)
- 1818 - Gaspard Monge, matematico e disegnatore francese (n. 1746)
- 1819 - John Playfair, matematico e filosofo scozzese (n. 1748)
- 1819 - Vincenzo Sangermano, vescovo cattolico e missionario italiano (n. 1758)
- 1820 - Filippo Gragnani, chitarrista e compositore italiano (n. 1768)
- 1820 - Vincenzo Pacetti, scultore e restauratore italiano (n. 1746)
- 1825 - Alessandro Annoni, politico italiano (n. 1770)
- 1832 - Antonio Pitaro, medico e scienziato italiano (n. 1767)
- 1832 - Rocco Torricelli, pittore svizzero (n. 1744)
- 1834 - Michele Arcangelo Lupoli, arcivescovo cattolico, teologo e letterato italiano (n. 1765)
- 1835 - Édouard Adolphe Casimir Joseph Mortier, generale francese (n. 1768)
- 1836 - Nathan Mayer Rothschild, banchiere inglese (n. 1777)
- 1838 - Bernhard Henrik Crusell, compositore, clarinettista e traduttore finlandese (n. 1775)
- 1838 - Agostino Lascaris di Ventimiglia, politico italiano (n. 1776)
- 1838 - Enrico Carlo di Württemberg, duca (n. 1772)
- 1840 - John Lambton, I conte di Durham, politico inglese (n. 1792)
- 1842 - Clemens Brentano, scrittore, poeta e viaggiatore tedesco (n. 1778)
- 1844 - Giuseppe Bonaparte, re (n. 1768)
- 1846 - George Murray, generale britannico (n. 1772)
- 1847 - Jan Nepomucen Głowacki, pittore polacco (n. 1802)
- 1847 - George Martin, ammiraglio britannico (n. 1764)
- 1849 - Carlo Alberto di Savoia, sovrano (n. 1798)
- 1849 - Gabriel Jean Joseph Molitor, generale francese (n. 1770)
- 1850 - Stefano Pavesi, compositore italiano (n. 1779)
- 1852 - Stephen Allen, politico statunitense (n. 1767)
- 1852 - Andrew Jackson Downing, architetto del paesaggio e scrittore statunitense (n. 1815)
- 1854 - Angelo Fusinato, vescovo cattolico italiano (n. 1802)
- 1855 - Jean-Antoine Petipa, ballerino e coreografo francese (n. 1787)
- 1855 - Salomon Mayer von Rothschild, banchiere tedesco (n. 1774)
- 1856 - Louise Sébastienne Danton Dupin, francese (n. 1776)
- 1858 - José Melchor García-Sampedro Suárez, vescovo cattolico e santo spagnolo (n. 1821)
- 1858 - Carlo Troya, storico e politico italiano (n. 1784)
- 1863 - Bernardo Celentano, pittore italiano (n. 1835)
- 1863 - Constantine Phipps, I marchese di Normanby, politico inglese (n. 1797)
- 1869 - Carl Gustav Carus, fisiologo e pittore tedesco (n. 1789)
- 1869 - Jan Evangelista Purkyně, anatomista, neurofisiologo e biologo ceco (n. 1787)
- 1870 - Felice Cantimorri, vescovo cattolico italiano (n. 1811)
- 1871 - Modeste Demers, missionario e vescovo cattolico canadese (n. 1809)
- 1872 - Andrea Colonna di Stigliano, imprenditore e politico italiano (n. 1820)
- 1872 - Frederik Kaiser, astronomo olandese (n. 1808)
- 1873 - Rinaldo Rinaldi, scultore italiano (n. 1793)
- 1877 - Filippo Schizzati, politico e magistrato italiano (n. 1784)
- 1878 - Christian Eduard Langethal, agronomo e botanico tedesco (n. 1806)
- 1878 - Antonio Salvagnoli Marchetti, medico e politico italiano (n. 1810)
- 1879 - Guglielmo di Meclemburgo-Schwerin, principe e generale tedesco (n. 1827)
- 1881 - Émile Léopold Clément, artigiano francese (n. 1826)
- 1883 - Carlo Pellion di Persano, ammiraglio e politico italiano (n. 1806)
- 1884 - Pietro Ceretti, filosofo e letterato italiano (n. 1823)
- 1885 - Moses Montefiore, imprenditore e filantropo italiano (n. 1784)
- 1887 - Ernst Ludwig von Leutsch, filologo classico tedesco (n. 1808)
- 1888 - Thomas Carney, politico statunitense (n. 1824)
- 1889 - Sebastián Vidal y Soler, botanico spagnolo (n. 1842)
- 1891 - Cesare Albicini, giurista, patriota e politico italiano (n. 1825)
- 1891 - Tartarino Caprioli, patriota e politico italiano (n. 1804)
- 1893 - Cesare Razzaboni, ingegnere e politico italiano (n. 1827)
- 1893 - Isabella Rossi Gabardi Brocchi, scrittrice e poetessa italiana (n. 1808)
- 1895 - Giuseppe Basso, fisico e matematico italiano (n. 1842)
- 1895 - Benedetto Faustini, architetto e scultore italiano (n. 1836)
- 1895 - Jan Kappeyne van de Coppello, politico olandese (n. 1822)
- 1895 - Bartolomeo Venturini, presbitero, educatore e patriota italiano (n. 1822)
- 1895 - Maria Luisa Carlotta d'Assia-Kassel, principessa tedesca (n. 1814)
- 1897 - Giovanni De Castro, giornalista, scrittore e drammaturgo italiano (n. 1837)
- 1897 - Janko Kersnik, scrittore e politico sloveno (n. 1852)
- 1898 - William Pepper, medico statunitense (n. 1843)
- 1898 - Leopold Ritter von Dittel, chirurgo austriaco (n. 1815)
- 1899 - Antonio Guzmán Blanco, politico venezuelano (n. 1829)
- 1900 - Giovanni Bruzzo, generale e politico italiano (n. 1824)
- 1900 - Emmerich von Thurn und Taxis, nobile, generale e politico boemo (n. 1820)

## XX secolo(211)
- 1901 - Paul Alexis, scrittore e drammaturgo francese (n. 1847)
- 1902 - Jean-Georges Vibert, pittore e drammaturgo francese (n. 1840)
- 1903 - Albert Gaillard, botanico e micologo francese (n. 1858)
- 1904 - Vjačeslav Konstantinovič Pleve, politico russo (n. 1846)
- 1907 - Francesco Giarda, pianista, compositore e docente italiano (n. 1854)
- 1908 - Domenico Zanichelli, giurista italiano (n. 1858)
- 1915 - Bjarne Hansen, calciatore norvegese (n. 1894)
- 1916 - William Henry Power, medico britannico (n. 1842)
- 1917 - Albert Auger, militare e aviatore francese (n. 1889)
- 1917 - Giuseppe Frola, storico e giurista italiano (n. 1883)
- 1917 - Waldemar Tietgens, canottiere tedesco (n. 1879)
- 1918 - Luigi Michelet, militare italiano (n. 1896)
- 1919 - Augusto Tamburini, psichiatra italiano (n. 1848)
- 1920 - Germano V, arcivescovo ortodosso greco (n. 1835)
- 1921 - Leo Stein, librettista e drammaturgo austriaco (n. 1861)
- 1922 - Jules Guesde, politico e giornalista francese (n. 1845)
- 1923 - Flora Murray, medico scozzese (n. 1869)
- 1923 - André Sordet, generale francese (n. 1852)
- 1924 - Elizaveta Andreevna Šuvalova, nobildonna russa (n. 1845)
- 1925 - Léon Lhermitte, pittore francese (n. 1844)
- 1926 - Jenő Károly, calciatore e allenatore di calcio ungherese (n. 1886)
- 1927 - William Knox Martin, pioniere dell'aviazione statunitense (n. 1894)
- 1928 - Édouard-Henri Avril, pittore e illustratore francese (n. 1849)
- 1929 - Ernesto Invernizzi, imprenditore italiano (n. 1852)
- 1930 - John DeWitt, martellista statunitense (n. 1881)
- 1930 - Allvar Gullstrand, oculista svedese (n. 1862)
- 1930 - Bellom Pescarolo, patologo e politico italiano (n. 1861)
- 1931 - John Neale Dalton, presbitero inglese (n. 1839)
- 1931 - Emil Warburg, fisico tedesco (n. 1846)
- 1932 - Marga Gil Roësset, scultrice, illustratrice e poetessa spagnola (n. 1908)
- 1932 - Aubrey Lyles, comico, attore e commediografo statunitense (n. 1884)
- 1933 - William Pakenham, ammiraglio irlandese (n. 1861)
- 1934 - Marie Dressler, attrice canadese (n. 1868)
- 1934 - Edith Yorke, attrice inglese (n. 1867)
- 1935 - Melezio IV, arcivescovo ortodosso greco (n. 1871)
- 1935 - John Rahm, golfista statunitense (n. 1854)
- 1935 - Siegmund von Suchodolski, grafico, illustratore e architetto tedesco (n. 1875)
- 1936 - Camillo Müller, schermidore austriaco (n. 1870)
- 1936 - Pedro Poveda Castroverde, presbitero spagnolo (n. 1874)
- 1936 - Eloi de Bianya, religioso spagnolo (n. 1875)
- 1938 - Jakov Davydov, agente segreto, diplomatico e politico sovietico (n. 1888)
- 1938 - Lampião, brigante brasiliano (n. 1897)
- 1938 - Valerij Ivanovič Mežlauk, politico sovietico (n. 1893)
- 1938 - Jukums Vācietis, generale lettone (n. 1873)
- 1939 - Antonio Cappelli, presbitero, storico e bibliotecario italiano (n. 1868)
- 1939 - William James Mayo, medico statunitense (n. 1861)
- 1939 - Beryl Mercer, attrice britannica (n. 1882)
- 1940 - Gyula Kellner, maratoneta ungherese (n. 1871)
- 1940 - Gerda Wegener, pittrice, disegnatrice e illustratrice danese (n. 1886)
- 1941 - Gino Grimaldi, pittore italiano (n. 1889)
- 1941 - Ivan Leopol'dovič Lorenc, rivoluzionario e diplomatico sovietico (n. 1890)
- 1941 - William Parke, regista e attore statunitense (n. 1873)
- 1941 - William Parker, sceneggiatore e regista cinematografico statunitense (n. 1886)
- 1942 - Flinders Petrie, egittologo e archeologo britannico (n. 1853)
- 1943 - Albert Preziosi, aviatore francese (n. 1915)
- 1944 - Giovanni Felisati, partigiano italiano (n. 1909)
- 1944 - Ralph Fowler, fisico e astronomo britannico (n. 1889)
- 1944 - Fritz von Scholz, generale austriaco (n. 1896)
- 1944 - Werner Schrader, ufficiale tedesco (n. 1895)
- 1944 - Takeshi Takashima, generale giapponese (n. 1891)
- 1944 - Christian Tychsen, militare tedesco (n. 1910)
- 1945 - Margot Asquith, scrittrice scozzese (n. 1864)
- 1945 - Elio Marcuzzo, attore italiano (n. 1917)
- 1945 - Emilio Sailer, militare e politico italiano (n. 1865)
- 1945 - Alois Šmolík, ingegnere aeronautico cecoslovacco (n. 1897)
- 1945 - Francesco Traina Gucciardi, magistrato italiano (n. 1882)
- 1946 - Alfonsa dell'Immacolata Concezione, religiosa indiana (n. 1910)
- 1946 - Arduino Berlam, architetto e designer italiano (n. 1880)
- 1946 - Jan Neer, fotografo italiano (n. 1860)
- 1947 - Luigi Dentice di Frasso, imprenditore e politico italiano (n. 1861)
- 1947 - Robert Homans, attore statunitense (n. 1877)
- 1948 - Fred P. Cone, politico statunitense (n. 1871)
- 1948 - Fred Spiksley, allenatore di calcio e calciatore inglese (n. 1870)
- 1949 - Norbert Davis, scrittore statunitense (n. 1909)
- 1949 - Traugott Konstantin Oesterreich, filosofo tedesco (n. 1880)
- 1951 - Marie-Pauline Martin, monaca cristiana francese (n. 1861)
- 1951 - Silvio Benedetti, commediografo italiano (n. 1884)
- 1951 - Ferdiš Kostka, ceramista slovacco (n. 1878)
- 1952 - Erich Metze, ciclista su strada e pistard tedesco (n. 1909)
- 1952 - Medea Norsa, filologa classica, grecista e papirologa italiana (n. 1877)
- 1955 - Enrico de Leva, compositore e pianista italiano (n. 1867)
- 1956 - Luigi Ansbacher, dirigente sportivo e giurista italiano (n. 1878)
- 1956 - Luigi Fantappiè, matematico italiano (n. 1901)
- 1957 - René-Léon Bourret, geologo e zoologo francese (n. 1884)
- 1957 - Mike O'Dowd, pugile statunitense (n. 1895)
- 1958 - Egidio Boninsegna, scultore, medaglista e pittore italiano (n. 1869)
- 1958 - Alberto Legnani, architetto italiano (n. 1894)
- 1958 - Kasimir von Lütgendorf, generale austro-ungarico (n. 1862)
- 1959 - Charles Laeser, ciclista su strada svizzero (n. 1879)
- 1959 - Roald Larsen, pattinatore di velocità su ghiaccio norvegese (n. 1897)
- 1959 - Fratelli Varian, ingegnere, inventore e aviatore statunitense (n. 1898)
- 1960 - Enrique Amorim, scrittore uruguaiano (n. 1900)
- 1960 - Clyde Kluckhohn, antropologo statunitense (n. 1905)
- 1961 - Harry Gribbon, attore statunitense (n. 1885)
- 1961 - Noburō Ōfuji, regista, disegnatore e animatore giapponese (n. 1900)
- 1962 - Eddie Costa, pianista e vibrafonista statunitense (n. 1930)
- 1962 - Franz Konwitschny, direttore d'orchestra tedesco (n. 1901)
- 1962 - Mansueto Pometta, politico svizzero (n. 1874)
- 1963 - Mario Balotta, generale italiano (n. 1886)
- 1963 - Carl F. W. Borgward, imprenditore tedesco (n. 1890)
- 1963 - Gerald Gratton, sollevatore canadese (n. 1927)
- 1964 - Daniel Fernández Crespo, politico uruguaiano (n. 1901)
- 1964 - Michail Kozlov, allenatore di calcio, calciatore e arbitro di calcio sovietico (n. 1895)
- 1965 - Attilio Amato, generale italiano (n. 1890)
- 1965 - Ranpo Edogawa, scrittore e critico letterario giapponese (n. 1894)
- 1965 - Antonio Nardi, pittore italiano (n. 1888)
- 1965 - Minor Watson, attore statunitense (n. 1889)
- 1966 - Josef von Báky, regista austro-ungarico (n. 1902)
- 1966 - Karl Saur, ingegnere e politico tedesco (n. 1902)
- 1967 - Evaristo Breccia, egittologo italiano (n. 1876)
- 1967 - Doggie Julian, allenatore di pallacanestro statunitense (n. 1901)
- 1967 - Harald Julin, pallanuotista e nuotatore svedese (n. 1890)
- 1967 - Werner Marcks, generale tedesco (n. 1896)
- 1968 - Carl Balhaus, attore, regista e sceneggiatore tedesco (n. 1905)
- 1968 - Otto Hahn, chimico e fisico tedesco (n. 1879)
- 1968 - Ángel Herrera Oria, cardinale, vescovo cattolico e politico spagnolo (n. 1886)
- 1969 - Frank Loesser, compositore e librettista statunitense (n. 1910)
- 1969 - Ramón Grau San Martín, medico e politico cubano (n. 1887)
- 1969 - Konstantin Skorobogatov, attore sovietico (n. 1887)
- 1970 - Glauco Lombardi, antiquario e giornalista italiano (n. 1881)
- 1970 - Mario Salfi, zoologo, biologo e entomologo italiano (n. 1900)
- 1971 - Abdel Khaliq Mahjub, politico sudanese (n. 1927)
- 1971 - Karl Vladar, calciatore austriaco (n. 1887)
- 1972 - Giulio Preti, filosofo italiano (n. 1911)
- 1972 - Helen Traubel, soprano statunitense (n. 1899)
- 1974 - María Raquel Adler, poetessa e mistica argentina
- 1974 - María Martínez Sierra, scrittrice, drammaturga e traduttrice spagnola (n. 1874)
- 1974 - Don McCafferty, giocatore di football americano e allenatore di football americano statunitense (n. 1921)
- 1975 - Florine McKinney, attrice statunitense (n. 1909)
- 1975 - Ermenegildo Paccagnella, organista, compositore e musicologo italiano (n. 1880)
- 1975 - Alfred L. Werker, regista statunitense (n. 1896)
- 1976 - Christian Ranucci, criminale francese (n. 1954)
- 1976 - Lucas Cornelius Steyn, politico sudafricano (n. 1903)
- 1976 - Charlotte Susa, attrice e cantante tedesca (n. 1898)
- 1977 - André Giroux, scrittore canadese (n. 1916)
- 1977 - Otto Stadie, infermiere tedesco (n. 1897)
- 1978 - Maria Algranati, poetessa e scrittrice italiana (n. 1886)
- 1978 - Giuseppe Cagnina, calciatore italiano (n. 1900)
- 1978 - Ugo Cerroni, calciatore italiano (n. 1915)
- 1978 - Ferdinand Hajný, calciatore cecoslovacco (n. 1899)
- 1979 - George Seaton, regista, sceneggiatore e produttore cinematografico statunitense (n. 1911)
- 1979 - Frederick Stafford, attore austriaco (n. 1928)
- 1980 - Gino Avena, ingegnere e architetto italiano (n. 1898)
- 1980 - Adolfo Grosso, ciclista su strada e pistard italiano (n. 1927)
- 1980 - Francesco Ricceri, vescovo cattolico italiano (n. 1903)
- 1980 - Linuccia Saba, pittrice e letterata italiana (n. 1910)
- 1980 - Haydée Santamaría, guerrigliera e politica cubana (n. 1922)
- 1981 - Harry Bloom, giornalista, romanziere e attivista sudafricano (n. 1913)
- 1981 - Wilbur Cush, calciatore nordirlandese (n. 1928)
- 1981 - Stanley Francis Rother, presbitero e missionario statunitense (n. 1935)
- 1982 - George Kleinsinger, compositore statunitense (n. 1914)
- 1982 - Erling Lunde, calciatore norvegese (n. 1902)
- 1982 - Corrado Meloni, fantino italiano (n. 1908)
- 1982 - Vladimir Smirnov, schermidore sovietico (n. 1954)
- 1983 - Katharine Bard, attrice statunitense (n. 1916)
- 1983 - Elizabeth C. Crosby, neuroscienziata statunitense (n. 1888)
- 1984 - Jim Bannon, attore statunitense (n. 1911)
- 1984 - Giovanni Costa, calciatore italiano (n. 1917)
- 1984 - Maria Federici, politica, antifascista e partigiana italiana (n. 1899)
- 1984 - Ester Ferrabini, cantante lirica italiana (n. 1885)
- 1984 - Bess Flowers, attrice statunitense (n. 1898)
- 1984 - Constantin Herold, cestista e allenatore di pallacanestro rumeno (n. 1912)
- 1984 - Luigi Pirastu, politico italiano (n. 1913)
- 1985 - Michel Audiard, sceneggiatore e regista francese (n. 1920)
- 1985 - Lorenzo Ghiselli, pilota motociclistico italiano (n. 1953)
- 1985 - Beppe Montana, poliziotto italiano (n. 1951)
- 1986 - John Alcott, direttore della fotografia britannico (n. 1930)
- 1986 - Daniela Casa, cantante e compositrice italiana (n. 1944)
- 1986 - William Robert Johnson, vescovo cattolico statunitense (n. 1918)
- 1986 - Saverio Vollaro, poeta, critico cinematografico e traduttore italiano (n. 1922)
- 1987 - Fëdor Fedorenko, criminale di guerra russo (n. 1907)
- 1988 - Ugo Bassano, giurista e politico italiano (n. 1908)
- 1988 - Ferdinando Castagnoli, archeologo italiano (n. 1917)
- 1988 - Caleb Gattegno, matematico e pedagogista egiziano (n. 1911)
- 1988 - Pjetër Meshkalla, presbitero e educatore albanese (n. 1901)
- 1988 - Bruno Oddera, traduttore italiano (n. 1917)
- 1989 - Demétrio Domingos Carrilho, calciatore portoghese (n. 1922)
- 1989 - Jeff Richards, giocatore di baseball e attore statunitense (n. 1924)
- 1990 - Jill Esmond, attrice britannica (n. 1908)
- 1990 - Magda Minciotti, partigiana italiana (n. 1929)
- 1991 - Ettore Banchero, calciatore italiano (n. 1907)
- 1991 - Ray Felix, cestista statunitense (n. 1930)
- 1991 - Jan Gonda, linguista, indologo e storico delle religioni olandese (n. 1905)
- 1991 - Lotte Labowsky, filologa classica tedesca (n. 1905)
- 1992 - Isabella Di Resta, architetto italiano (n. 1941)
- 1992 - Paolo Strano, funzionario e prefetto italiano (n. 1907)
- 1993 - Antonino Gioè, mafioso italiano (n. 1948)
- 1993 - Luigi Patri, calciatore italiano (n. 1910)
- 1994 - Vito Damico, politico e partigiano italiano (n. 1925)
- 1994 - Said Sifaw, poeta, linguista e attivista berbero (n. 1946)
- 1994 - Munawwaruz Zaman, hockeista su prato e allenatore di hockey su prato pakistano (n. 1951)
- 1996 - Gaio Chiocchio, compositore e cantautore italiano (n. 1954)
- 1996 - Jaroslav Vejvoda, allenatore di calcio e calciatore cecoslovacco (n. 1920)
- 1997 - Rosalie Crutchley, attrice britannica (n. 1920)
- 1997 - Seni Pramoj, politico, giurista e avvocato thailandese (n. 1905)
- 1998 - Pasquale Iscaro, militare italiano (n. 1945)
- 1998 - Lenny McLean, attore e pugile inglese (n. 1949)
- 1998 - Consalvo Sanesi, pilota automobilistico italiano (n. 1911)
- 1999 - Trygve Haavelmo, economista norvegese (n. 1911)
- 1999 - Werner Haftmann, storico dell'arte tedesco (n. 1912)
- 1999 - Erik Holm, pallanuotista svedese (n. 1912)
- 1999 - Agustín Mestres, nuotatore e pallanuotista spagnolo (n. 1923)
- 1999 - Maksim Mongužukovič Munzuk, attore, cantante e compositore russo (n. 1910)
- 1999 - Ladislav Novák, poeta e pittore ceco (n. 1925)
- 1999 - Francisco Resiglione, pugile argentino (n. 1917)
- 1999 - Carlos Romero, calciatore uruguaiano (n. 1927)
- 1999 - Gustavo Trigo, fumettista argentino (n. 1940)
- 1999 - Puey Ungpakorn, economista thailandese (n. 1916)
- 2000 - Giuseppe Rimbotti, militare, partigiano e giornalista italiano (n. 1915)
- 2000 - Chic Stone, fumettista statunitense (n. 1923)
- 2000 - John Wells, pittore inglese (n. 1907)

## XXI secolo(128)
- 2001 - Joan Finney, politica statunitense (n. 1925)
- 2001 - Mario Pinna, geografo italiano (n. 1923)
- 2002 - Archer John Porter Martin, biochimico britannico (n. 1910)
- 2003 - Adrian Burk, giocatore di football americano statunitense (n. 1927)
- 2003 - Nino Fiore, cantante italiano (n. 1936)
- 2004 - Naser Al-Sohi, calciatore kuwaitiano (n. 1974)
- 2004 - Francis Crick, neuroscienziato, biofisico e biologo britannico (n. 1916)
- 2004 - Sam Edwards, attore statunitense (n. 1915)
- 2004 - Claudio Nocera, attore e comico italiano (n. 1957)
- 2004 - Steve Patterson, cestista e allenatore di pallacanestro statunitense (n. 1948)
- 2004 - Angela Ramello, mezzofondista italiana (n. 1944)
- 2004 - Eugene Roche, attore statunitense (n. 1928)
- 2004 - Tiziano Terzani, giornalista e scrittore italiano (n. 1938)
- 2005 - Jair Rosa Pinto, calciatore e allenatore di calcio brasiliano (n. 1921)
- 2006 - Patrick Allen, attore britannico (n. 1927)
- 2006 - Rut Brandt, scrittrice tedesca (n. 1920)
- 2006 - David Gemmell, scrittore britannico (n. 1948)
- 2006 - Alessandro Passaré, collezionista d'arte, medico e viaggiatore italiano (n. 1927)
- 2006 - Billy Walsh, calciatore irlandese (n. 1921)
- 2007 - Karl Gotch, wrestler e lottatore belga (n. 1924)
- 2007 - Francesco Piazza, pittore, incisore e poeta italiano (n. 1931)
- 2008 - Piergiorgio Farina, violinista, cantante e compositore italiano (n. 1933)
- 2008 - José Manuel Fernández García, calciatore spagnolo (n. 1946)
- 2008 - Robert Le Bras, pallanuotista francese (n. 1919)
- 2008 - Mílton Medeiros, calciatore brasiliano (n. 1924)
- 2009 - Bob Hahn, cestista statunitense (n. 1925)
- 2009 - Don Rope, hockeista su ghiaccio canadese (n. 1929)
- 2009 - Edoardo Valenti, calciatore italiano (n. 1922)
- 2010 - Mario Bonura, cantautore italiano (n. 1948)
- 2010 - Pierdavide De Cillis, militare italiano (n. 1977)
- 2010 - Grete Digruber, sciatrice alpina austriaca (n. 1945)
- 2010 - Bob Fenimore, giocatore di football americano statunitense (n. 1925)
- 2010 - Mauro Gigli, militare italiano (n. 1969)
- 2010 - Hwang Jae-man, calciatore sudcoreano (n. 1953)
- 2010 - István Móna, pentatleta ungherese (n. 1940)
- 2010 - Daniel Pettit, calciatore inglese (n. 1915)
- 2010 - Peter Tantholdt, missionario, cestista e pallamanista danese (n. 1926)
- 2011 - Bernd Clüver, cantante tedesco (n. 1948)
- 2011 - Ignazio Delogu, scrittore e traduttore italiano (n. 1928)
- 2011 - Albert Ferrasse, dirigente sportivo, arbitro di rugby a 15 e rugbista a 15 francese (n. 1917)
- 2011 - Pablo Volta, fotografo italiano (n. 1926)
- 2011 - Abdul Fatah Iunis, generale e politico libico (n. 1944)
- 2012 - Filippo Bettini, critico letterario, storico della letteratura e italianista italiano (n. 1950)
- 2012 - William F. Milliken Jr., ingegnere e pilota automobilistico statunitense (n. 1911)
- 2013 - Pedro Aicart, calciatore peruviano (n. 1952)
- 2013 - Eileen Brennan, attrice statunitense (n. 1932)
- 2013 - Silvio Loffredo, pittore italiano (n. 1920)
- 2013 - Leena Luostarinen, pittrice finlandese (n. 1949)
- 2013 - Cleto Maule, ciclista su strada italiano (n. 1931)
- 2013 - Gianfranco Palmery, poeta, saggista e traduttore italiano (n. 1940)
- 2013 - Rita Reys, cantante olandese (n. 1924)
- 2013 - Ersilio Tonini, cardinale e arcivescovo cattolico italiano (n. 1914)
- 2014 - Walter Zwi Bacharach, storico tedesco (n. 1928)
- 2014 - Philipp Brammer, attore e doppiatore tedesco (n. 1969)
- 2014 - Ələkbər Məmmədov, allenatore di calcio e calciatore sovietico (n. 1930)
- 2014 - Alex Forbes, calciatore scozzese (n. 1925)
- 2014 - James Shigeta, attore statunitense (n. 1929)
- 2014 - Ed Sprinkle, giocatore di football americano statunitense (n. 1923)
- 2014 - Bill Walsh, calciatore inglese (n. 1923)
- 2015 - Diego Barisone, calciatore argentino (n. 1989)
- 2015 - Pierantonino Berté, giornalista, politico e poeta italiano (n. 1918)
- 2015 - Andreas Kōnstantinou, calciatore cipriota (n. 1949)
- 2015 - Sergio Mion, calciatore italiano (n. 1931)
- 2015 - Angelo Mundula, poeta italiano (n. 1934)
- 2015 - Edward Natapei, politico vanuatuano (n. 1954)
- 2016 - Franco Barbieri, critico d'arte italiano (n. 1922)
- 2016 - Bob Brown, cestista statunitense (n. 1923)
- 2016 - Mahasweta Devi, scrittrice e attivista indiana (n. 1926)
- 2016 - Vladica Kovačević, calciatore e allenatore di calcio jugoslavo (n. 1940)
- 2016 - Antonio Possenti, pittore e illustratore italiano (n. 1933)
- 2016 - Émile Derlin Henri Zinsou, politico beninese (n. 1918)
- 2017 - Ljudmila Ivanovna Černych, astronoma russa (n. 1935)
- 2017 - Ron Foster, calciatore inglese (n. 1938)
- 2017 - Georges Martin, ingegnere francese (n. 1930)
- 2017 - Stein Mehren, poeta e romanziere norvegese (n. 1935)
- 2017 - John G. Morris, fotografo e editore statunitense (n. 1916)
- 2017 - Marcello Perracchio, attore italiano (n. 1938)
- 2018 - Vincenzo Labella, produttore cinematografico, sceneggiatore e regista italiano (n. 1925)
- 2018 - Kora, cantante polacca (n. 1951)
- 2018 - Fernando Tirapu, calciatore spagnolo (n. 1951)
- 2019 - Paolo Ciclitira, calciatore italiano (n. 1941)
- 2019 - Walter Fiers, biologo belga (n. 1931)
- 2019 - George Hilton, attore uruguaiano (n. 1934)
- 2019 - Howard Nathan, cestista statunitense (n. 1972)
- 2019 - Bartolo Pellegrino, politico italiano (n. 1934)
- 2019 - Bandar bin Abd al-Aziz Al Sa'ud, principe e imprenditore saudita
- 2020 - Aleksandr Aksinin, velocista sovietico (n. 1954)
- 2020 - Junrey Balawing, filippino (n. 1993)
- 2020 - František Bragagnola, calciatore cecoslovacco (n. 1927)
- 2020 - Angelo Carossino, politico italiano (n. 1929)
- 2020 - Bent Fabric, pianista e compositore danese (n. 1924)
- 2020 - Gisèle Halimi, avvocata e politica francese (n. 1927)
- 2020 - Joseph Moingt, presbitero e teologo francese (n. 1915)
- 2021 - André Catimba, calciatore brasiliano (n. 1946)
- 2021 - Oleg Dmitrievič Baklanov, politico russo (n. 1932)
- 2021 - Armando Betancourt, calciatore honduregno (n. 1957)
- 2021 - Lilly Bonato, cantante italiana (n. 1947)
- 2021 - Roberto Calasso, scrittore e editore italiano (n. 1941)
- 2021 - István Csom, scacchista ungherese (n. 1940)
- 2021 - Giuseppe Giacomini, tenore italiano (n. 1940)
- 2021 - Tamara Kamenszain, poetessa e saggista argentina (n. 1947)
- 2021 - John Madsen, calciatore danese (n. 1937)
- 2022 - Franco Casalini, allenatore di pallacanestro italiano (n. 1952)
- 2022 - Pietro Citati, scrittore, saggista e critico letterario italiano (n. 1930)
- 2022 - Bernard Cribbins, attore britannico (n. 1928)
- 2022 - Orlando Cristoforetti, liutista italiano (n. 1940)
- 2022 - József Kardos, calciatore ungherese (n. 1960)
- 2022 - Terry Neill, calciatore e allenatore di calcio nordirlandese (n. 1942)
- 2022 - Franco Panizza, calciatore e allenatore di calcio italiano (n. 1948)
- 2022 - Hichem Rostom, attore tunisino (n. 1947)
- 2022 - Péter Szőke, tennista ungherese (n. 1947)
- 2023 - Danila Comastri Montanari, scrittrice italiana (n. 1948)
- 2023 - Christiane Guhel, danzatrice su ghiaccio francese (n. 1932)
- 2023 - Ryszard Niewodowski, cestista polacco (n. 1939)
- 2023 - Jim Parker, compositore britannico (n. 1934)
- 2024 - Erica Ash, attrice, cantante e modella statunitense (n. 1977)
- 2024 - Chino XL, rapper statunitense (n. 1974)
- 2024 - Adelio Colombo, calciatore, allenatore di calcio e dirigente sportivo italiano (n. 1939)
- 2024 - Giuseppe Desiato, pittore e fotografo italiano (n. 1935)
- 2024 - Michele di Grecia, nobile e scrittore greco (n. 1939)
- 2025 - Michel Callon, sociologo e ingegnere francese (n. 1945)
- 2025 - Laura Dahlmeier, biatleta e alpinista tedesca (n. 1993)
- 2025 - Raffaele Fiore, terrorista italiano (n. 1954)
- 2025 - Salvatore Gionta, pallanuotista italiano (n. 1930)
- 2025 - Mick Kearin, calciatore irlandese (n. 1943)
- 2025 - Enrico Lucherini, imprenditore italiano (n. 1932)
- 2025 - John Miszuk, hockeista su ghiaccio canadese (n. 1940)
- 2025 - Ryne Sandberg, giocatore di baseball e allenatore di baseball statunitense (n. 1959)